# 29450 Tomohiroohno
29450 Tomohiroohno è un asteroide della fascia principale. Scoperto nel 1997, presenta un'orbita caratterizzata da un semiasse maggiore pari a 2,3214023 UA e da un'eccentricità di 0,0674207, inclinata di 4,02541° rispetto all'eclittica.